# Montefelcino
Montefelcino è un comune italiano di 2 434 abitanti della provincia di Pesaro e Urbino nelle Marche.

## Storia
Borgo medioevale, ribellatosi a Fano, nel sec. XIII si unì in feudo a Fossombrone. Cesare Borgia nel 1502 lo restitui a Fano. Nel 1570 il castello venne infeudato da Guidobaldo della Rovere al conte Fabio Landriani. Alla morte di questi senza discendenti, per volontà dei Della Rovere, tornò a Fossombrone.

## Monumenti e luoghi d'interesse
Di notevole valore artistico è l'imponente Palazzo del Feudatario (sec. XVI), trasformazione della rocca preesistente; oggi è la sede comunale.

## Società

### Evoluzione demografica
Abitanti censiti

### Etnie e minoranze straniere
Secondo i dati ISTAT al 1º gennaio 2021 la popolazione straniera residente era di 91 persone e rappresentava il 3,6% della popolazione residente. Invece le comunità straniere più numerose (con percentuale sul totale della popolazione straniera) erano:
1. Marocco, 24 (26,37%)
2. Romania, 23 (25,27%)
3. Moldavia, 11 (12,09%)

## Amministrazione
| Periodo        | Periodo        | Primo cittadino             | Partito                                    | Carica  | Note  |
| -------------- | -------------- | --------------------------- | ------------------------------------------ | ------- | ----- |
| 5 giugno 1985  | 28 maggio 1990 | Silvano Mencoboni           | Democrazia Cristiana                       | Sindaco | [ 8 ] |
| 28 maggio 1990 | 24 aprile 1995 | Emanuele Loris Romagnoli    | Partito Socialista Italiano                | Sindaco | [ 8 ] |
| 24 aprile 1995 | 14 giugno 1999 | Rodolfo Romagnoli           | Centro-sinistra                            | Sindaco | [ 8 ] |
| 14 giugno 1999 | 13 giugno 2004 | Rodolfo Romagnoli           | Centro-sinistra                            | Sindaco | [ 8 ] |
| 13 giugno 2004 | 8 giugno 2009  | Giampiero Manoni            | Lista civica                               | Sindaco | [ 8 ] |
| 8 giugno 2009  | 26 maggio 2014 | Ferdinando Amadio Marchetti | Insieme per Montefelcino (Centro-sinistra) | Sindaco | [ 8 ] |
| 26 maggio 2014 | 27 maggio 2019 | Ferdinando Amadio Marchetti | Insieme per Montefelcino                   | Sindaco | [ 8 ] |
| 27 maggio 2019 | 10 giugno 2024 | Osvaldo Pelagaggia          | Insieme per Montefelcino                   | Sindaco | [ 8 ] |
| 10 giugno 2024 | in carica      | Maurizio Marotesi           | Insieme per Montefelcino                   | Sindaco | [ 8 ] |

## Sport

### Calcio
Il comune di Montefelcino è rappresentato dall'Olympia Villa Palombara della piccola frazione Villa Palombara ed è militante in Terza Categoria.
Inoltre è presente anche la squadra del Cesane che rappresenta la frazione di Monteguiduccio oltre che il comune di Isola del Piano. Anch'essa milita all'ultimo livello del campionato calcistico italiano.
In passato era presente la società dell'Audax Montefelcino, spintosi sino alla Prima Categoria.